# Warren County (Indiana)
Das Warren County ist ein County im US-amerikanischen Bundesstaat Indiana. Im Jahr 2010 hatte das County 8508 Einwohner und eine Bevölkerungsdichte von 9 Einwohnern pro Quadratkilometer. Der Verwaltungssitz (County Seat) ist Williamsport.

## Geografie
Das County liegt im Westen von Indiana am rechten Ufer des Wabash River an der Mündung des Big Pine Creek. Es grenzt an Illinois und hat eine Fläche von 949 Quadratkilometern, wovon vier Quadratkilometer Wasserfläche sind.
Im Zentrum von Williamsport befindet sich mit den Williamsport Falls der Wasserfall mit dem größten Höhenunterschied in ganz Indiana.
An das Warren County grenzen folgende Nachbarcountys:
|                             | Benton County     |                   |
| Vermilion County (Illinois) |                   | Tippecanoe County |
|                             | Vermillion County | Fountain County   |

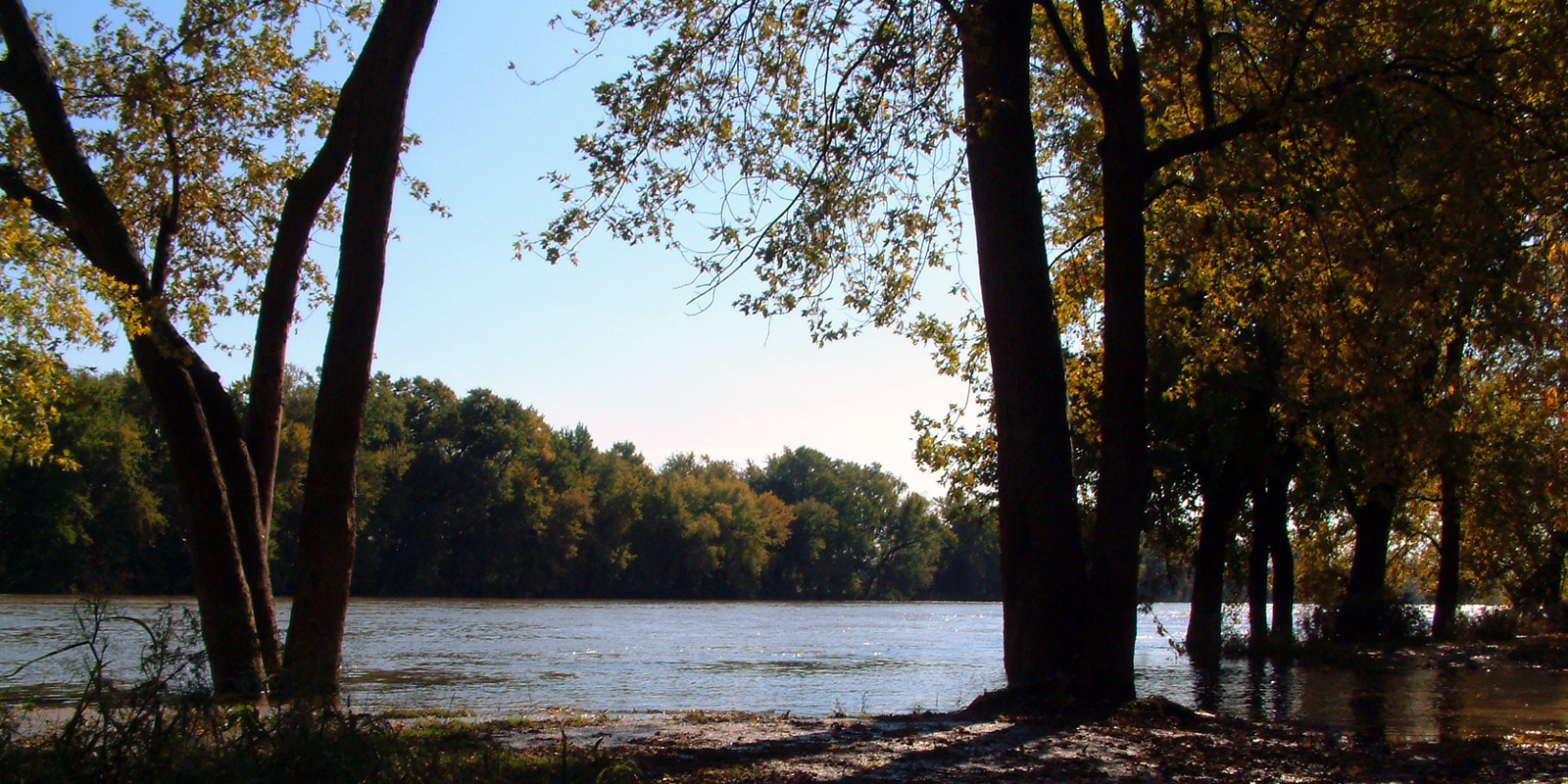
Wabash River bei Williamsport
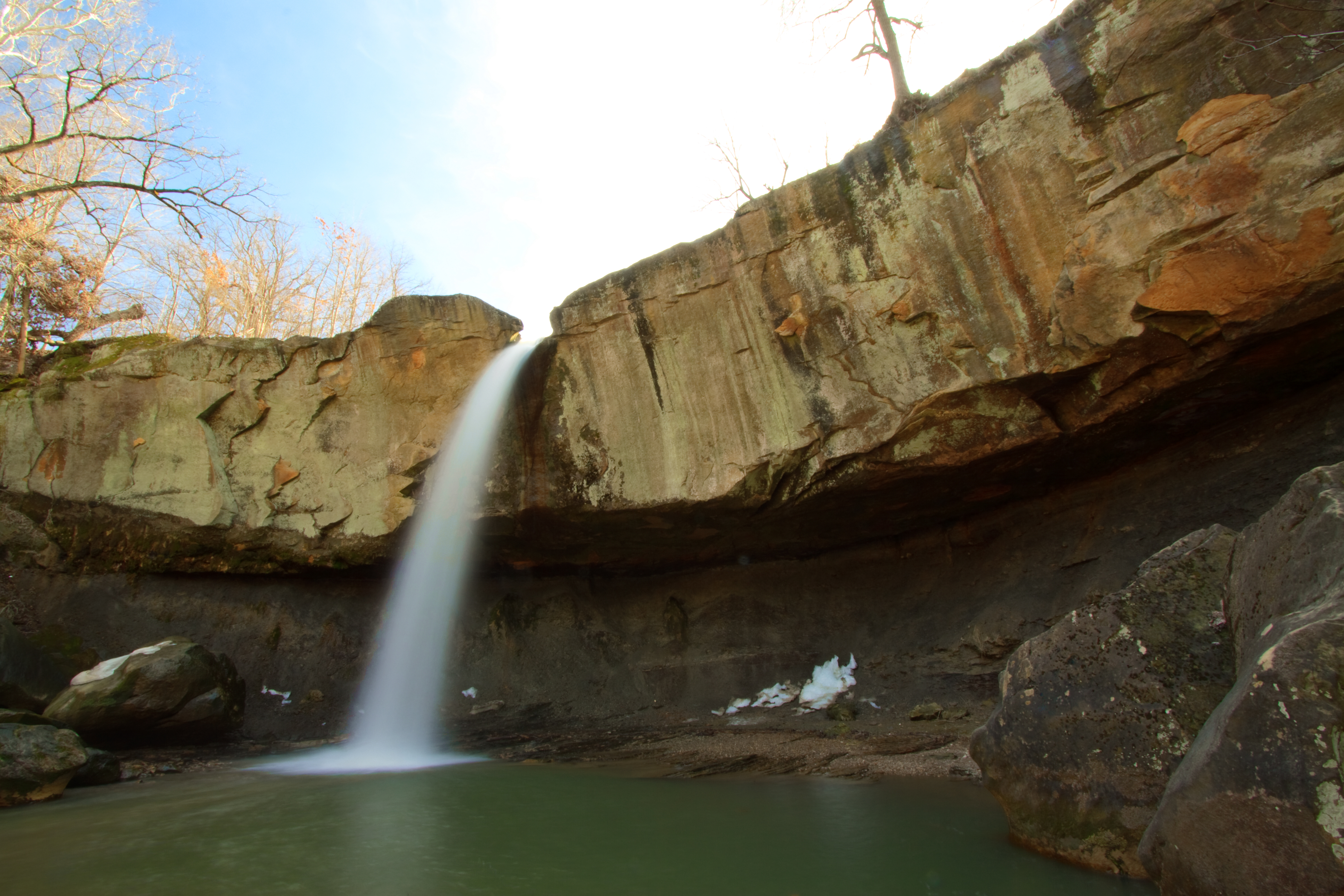
Williamsport Falls
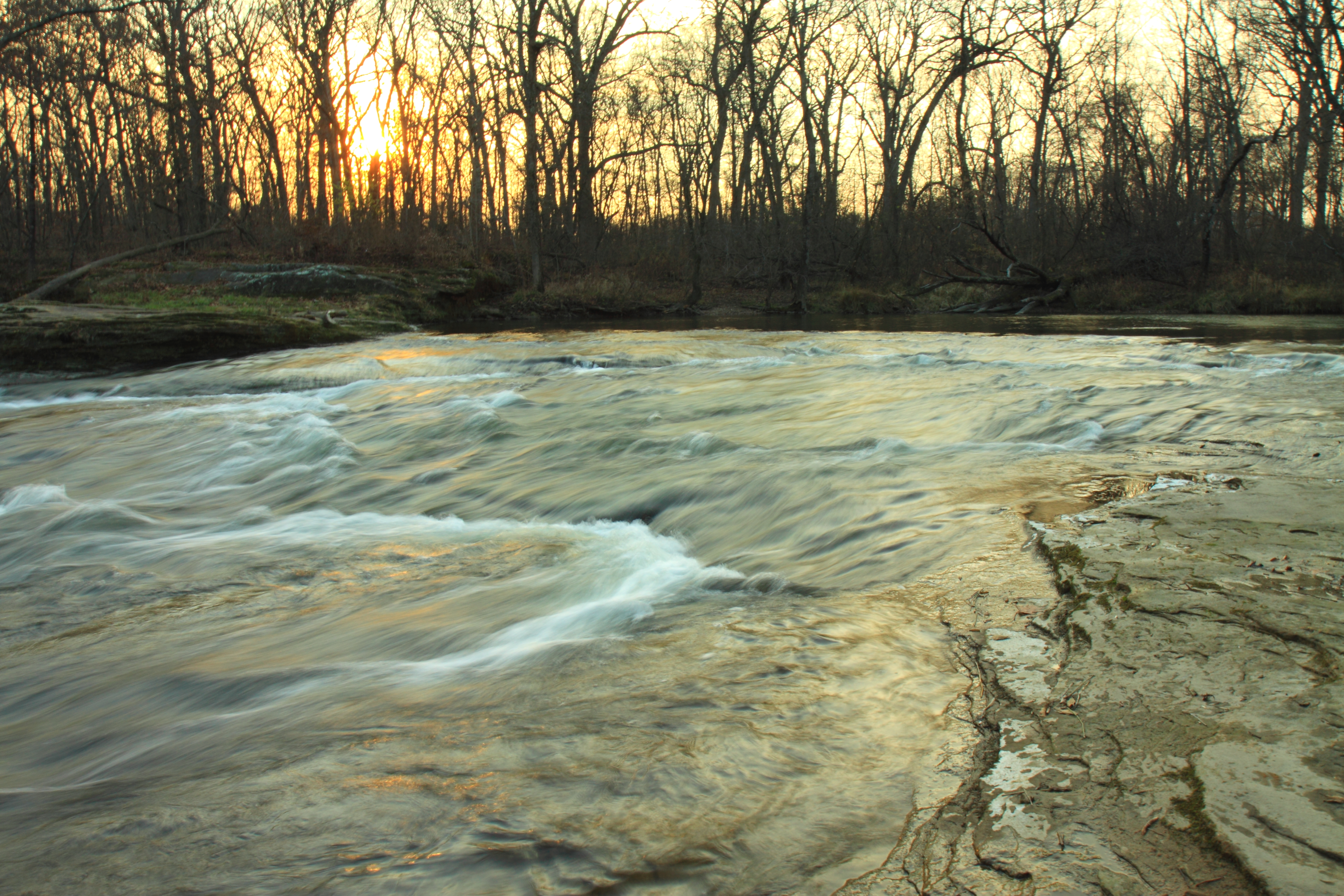
Big Pine Creek

## Geschichte

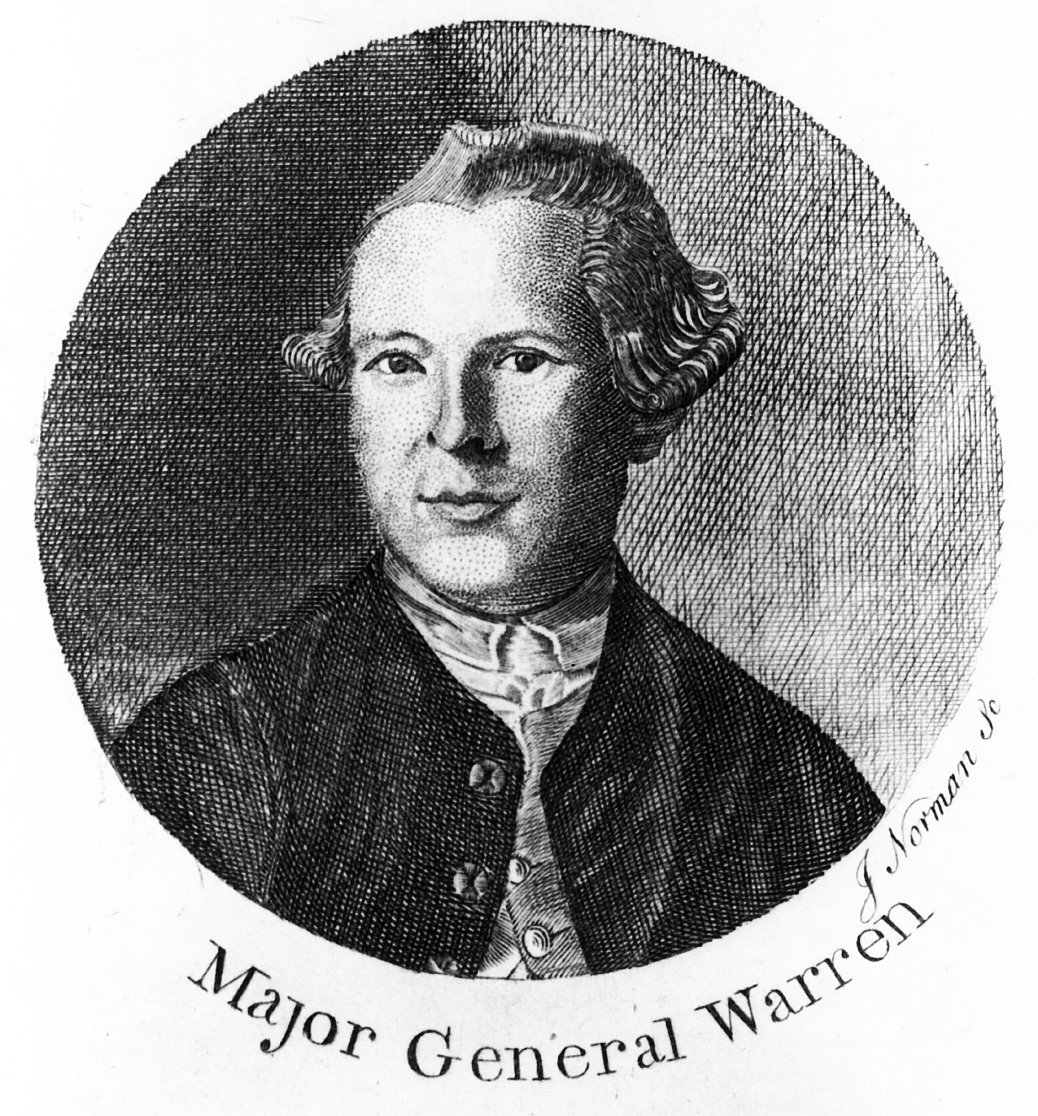
Warren

Das Warren County wurde am 19. Januar 1827 aus ehemaligen Teilen des Fountain County gebildet. Benannt wurde es nach Joseph Warren (1741–1775), einem Kommandeur im Amerikanischen Unabhängigkeitskrieg, der 1775 bei der Schlacht von Bunker Hill getötet wurde.

## Demografische Daten
Nach der Volkszählung im Jahr 2010 lebten im Warren County 8508 Menschen in 3328 Haushalten. Die Bevölkerungsdichte betrug 9 Einwohner pro Quadratkilometer. In den 3328 Haushalten lebten statistisch je 2,53 Personen.
Ethnisch betrachtet setzte sich die Bevölkerung zusammen aus 98,1 Prozent Weißen, 0,4 Prozent Afroamerikanern, 0,2 Prozent amerikanischen Ureinwohnern, 0,5 Prozent Asiaten, 0,1 Prozent Polynesiern sowie aus anderen ethnischen Gruppen; 0,7 Prozent stammten von zwei oder mehr Ethnien ab. Unabhängig von der ethnischen Zugehörigkeit waren 1,2 Prozent der Bevölkerung spanischer oder lateinamerikanischer Abstammung.
22,9 Prozent der Bevölkerung waren unter 18 Jahre alt, 60,0 Prozent waren zwischen 18 und 64 und 17,1 Prozent waren 65 Jahre oder älter. 49,9 Prozent der Bevölkerung war weiblich.

Das jährliche Durchschnittseinkommen eines Haushalts lag bei 49.615 USD. Das Pro-Kopf-Einkommen betrug 25.447 USD. 9,9 Prozent der Einwohner lebten unterhalb der Armutsgrenze.

## Orte im County
Towns
- Pine Village
- State Line
- West Lebanon
- Williamsport

Unincorporated Communities
| - Black Rock - Carbondale - Five Points - Foster - Glen Cliff - Green Hill | - Hedrick - Hooker Corner - Independence - Johnsonville - Judyville - Kramer | - Marshfield - Mudlavia Springs - Old Town - Olin - Pence - Rainsville | - Rocky Ford - Romine Corner - Stewart - Tab - Winthrop |

Ehemalige Ortschaften
| - Baltimore - Brisco - Chatterton - Chesapeake | - Dresser - Kickapoo - Locust Grove - Point Pleasant | - Sloan - Walnut Grove - Warrenton |

## Gliederung

Townships im Warren County

Das Warren County ist in zwölf Townships eingeteilt:
| Township         | Einwohner (2010) | FIPS     |
| ---------------- | ---------------- | -------- |
| Adams Township   | 512              | 18-00496 |
| Jordan Township  | 247              | 18-39024 |
| Kent Township    | 428              | 18-39528 |
| Liberty Township | 896              | 18-43488 |
| Medina Township  | 457              | 18-48222 |
| Mound Township   | 418              | 18-51264 |

| Township            | Einwohner (2010) | FIPS     |
| ------------------- | ---------------- | -------- |
| Pike Township       | 1221             | 18-59778 |
| Pine Township       | 481              | 18-59958 |
| Prairie Township    | 257              | 18-61632 |
| Steuben Township    | 487              | 18-73088 |
| Warren Township     | 806              | 18-80198 |
| Washington Township | 2298             | 18-81098 |